# Szlak Papieski

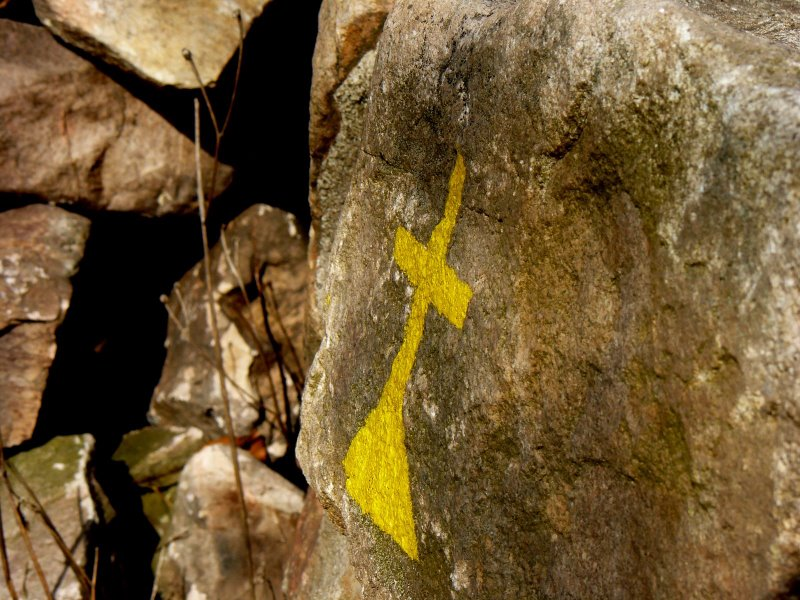
Oznaczenie Szlaku Papieskiego na trasie Igliczna – Międzygórze (okolice Śnieżnika)

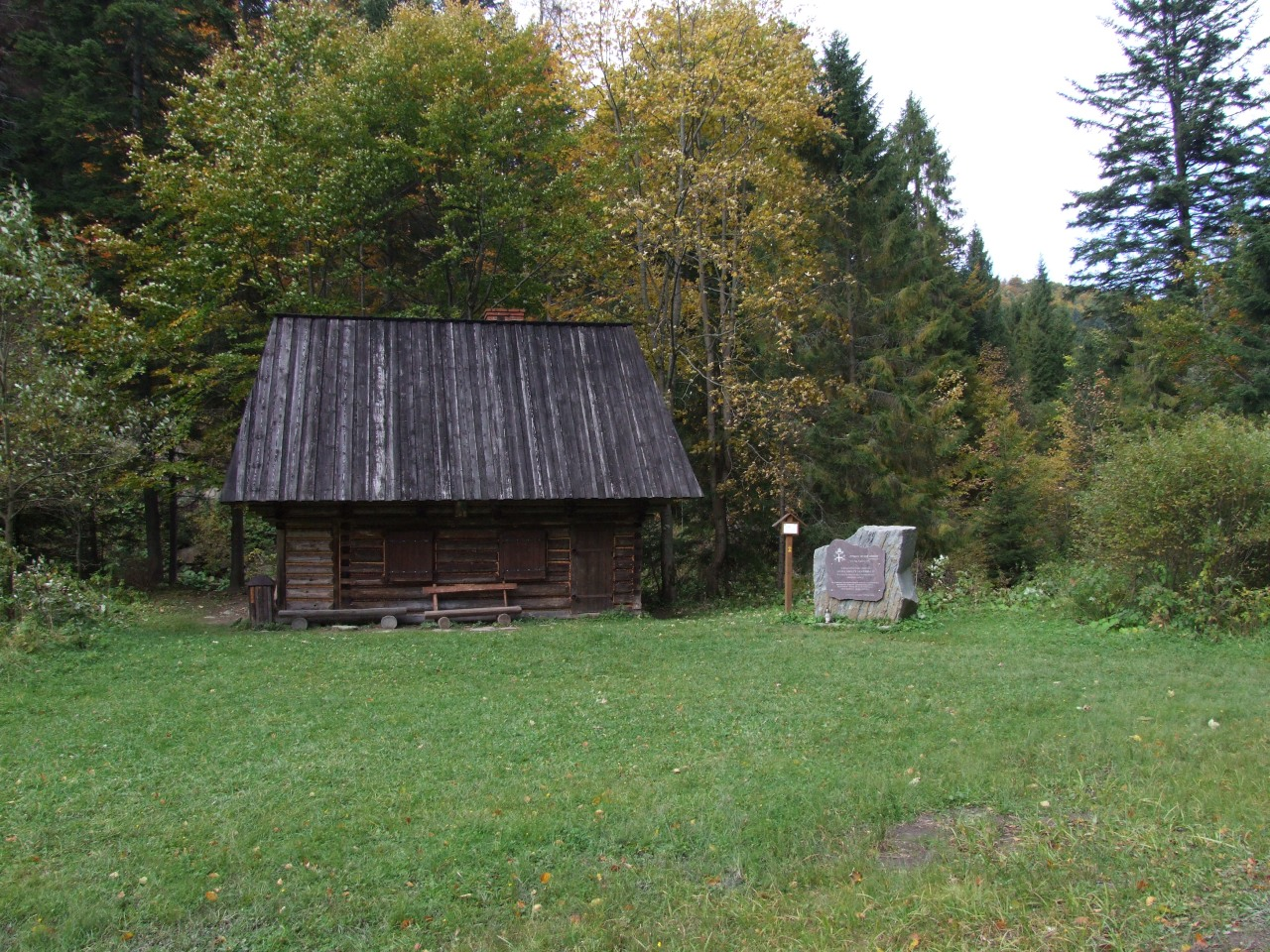
Szałas na polanie Papieżówka, w którym Karol Wojtyła mieszkał przez 2 tygodnie

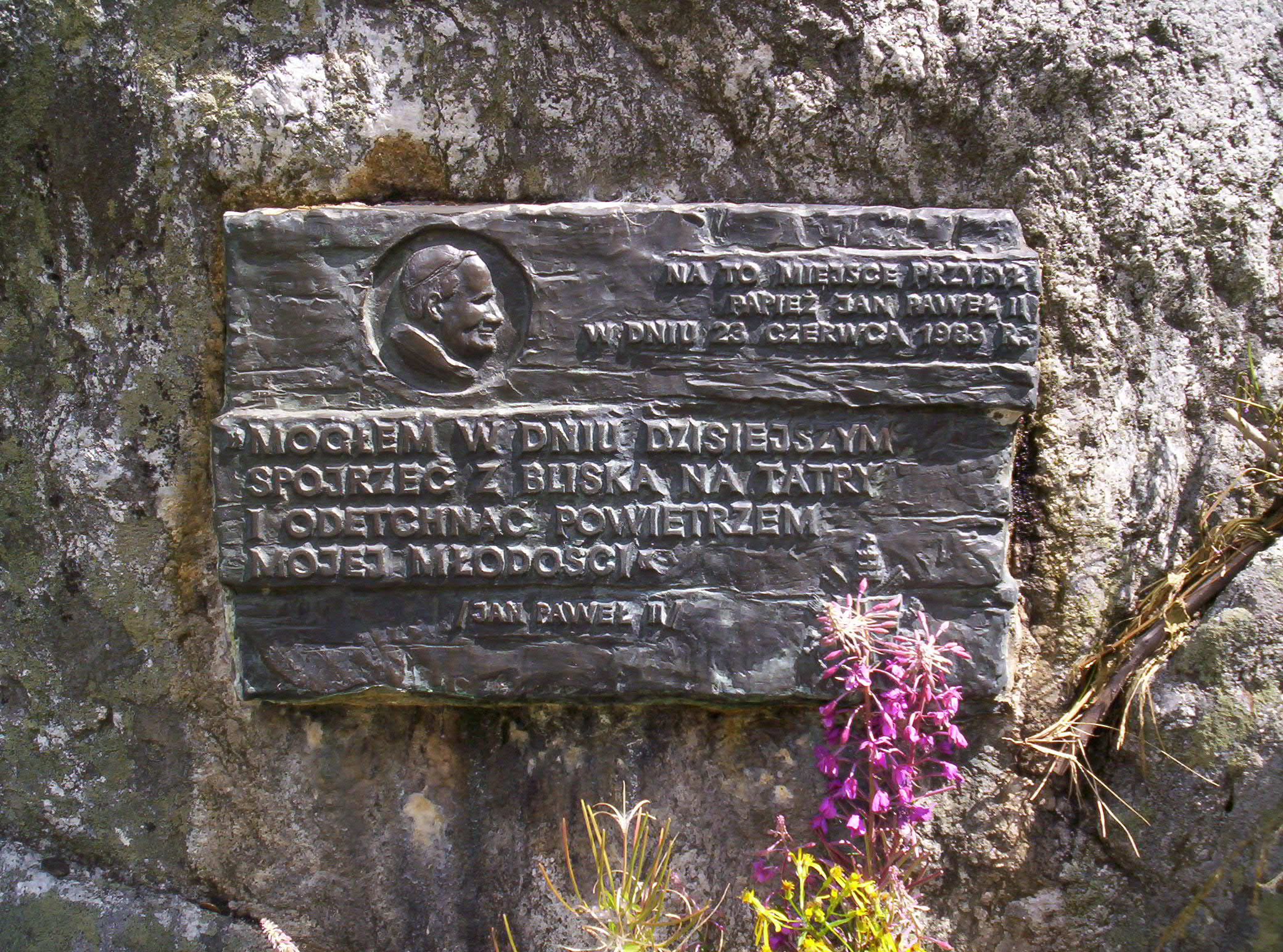
Tablica pamiątkowa na Szlaku Papieskim w Tatrach

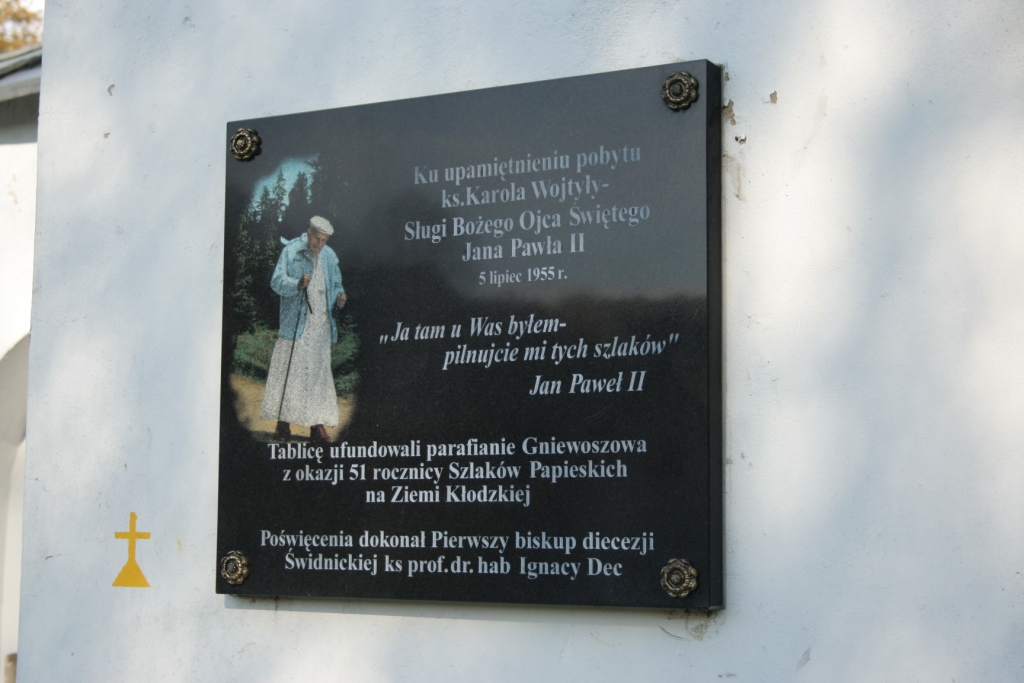
Tablica upamiętniająca pobyt Karola Wojtyły na Ziemi Kłodzkiej, na ścianie kościoła w Gniewoszowie, obok znak Szlaku Papieskiego

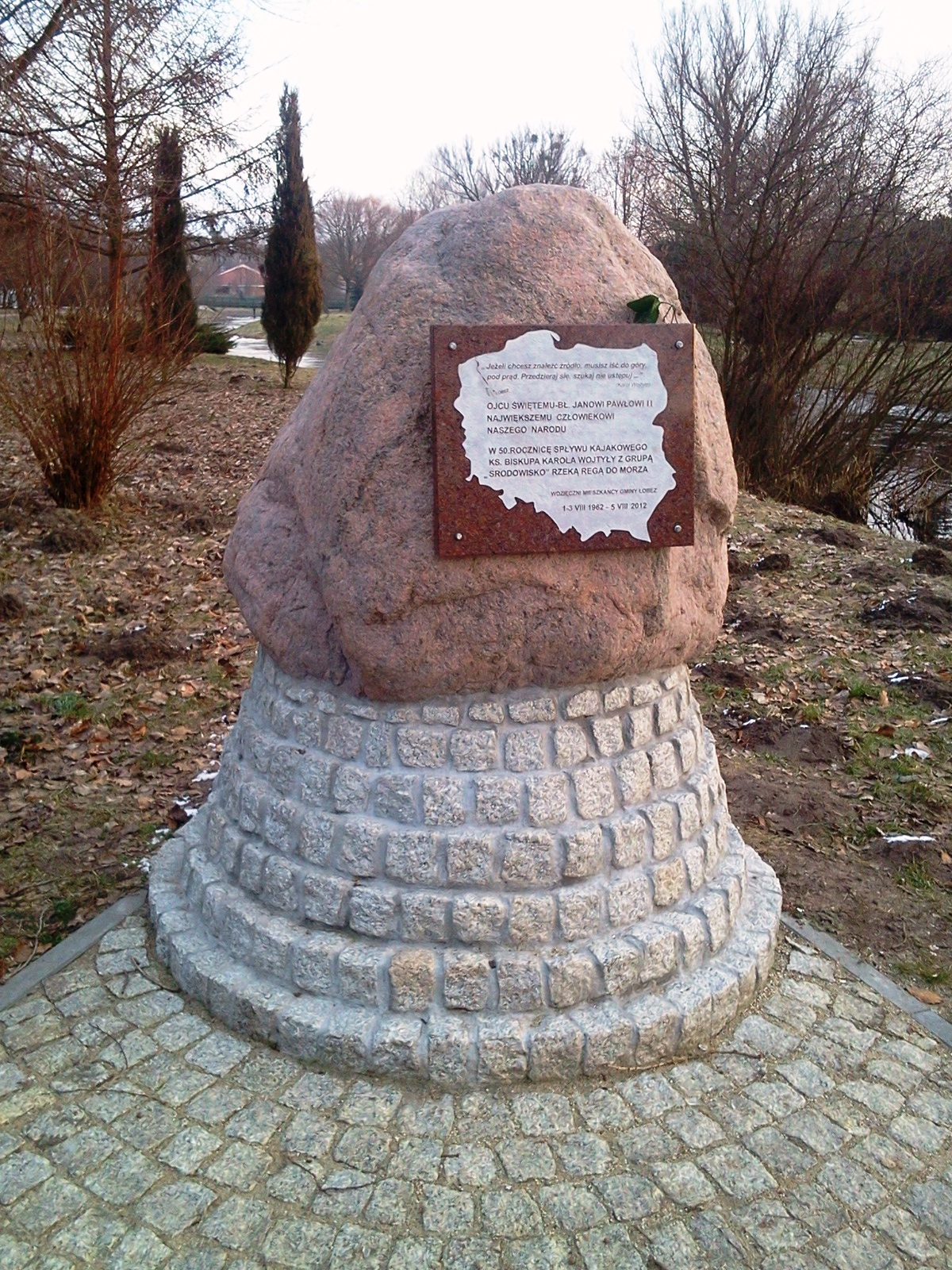
Kajakowy „Szlak Papieski” w Łobzie – tablica pamiątkowa

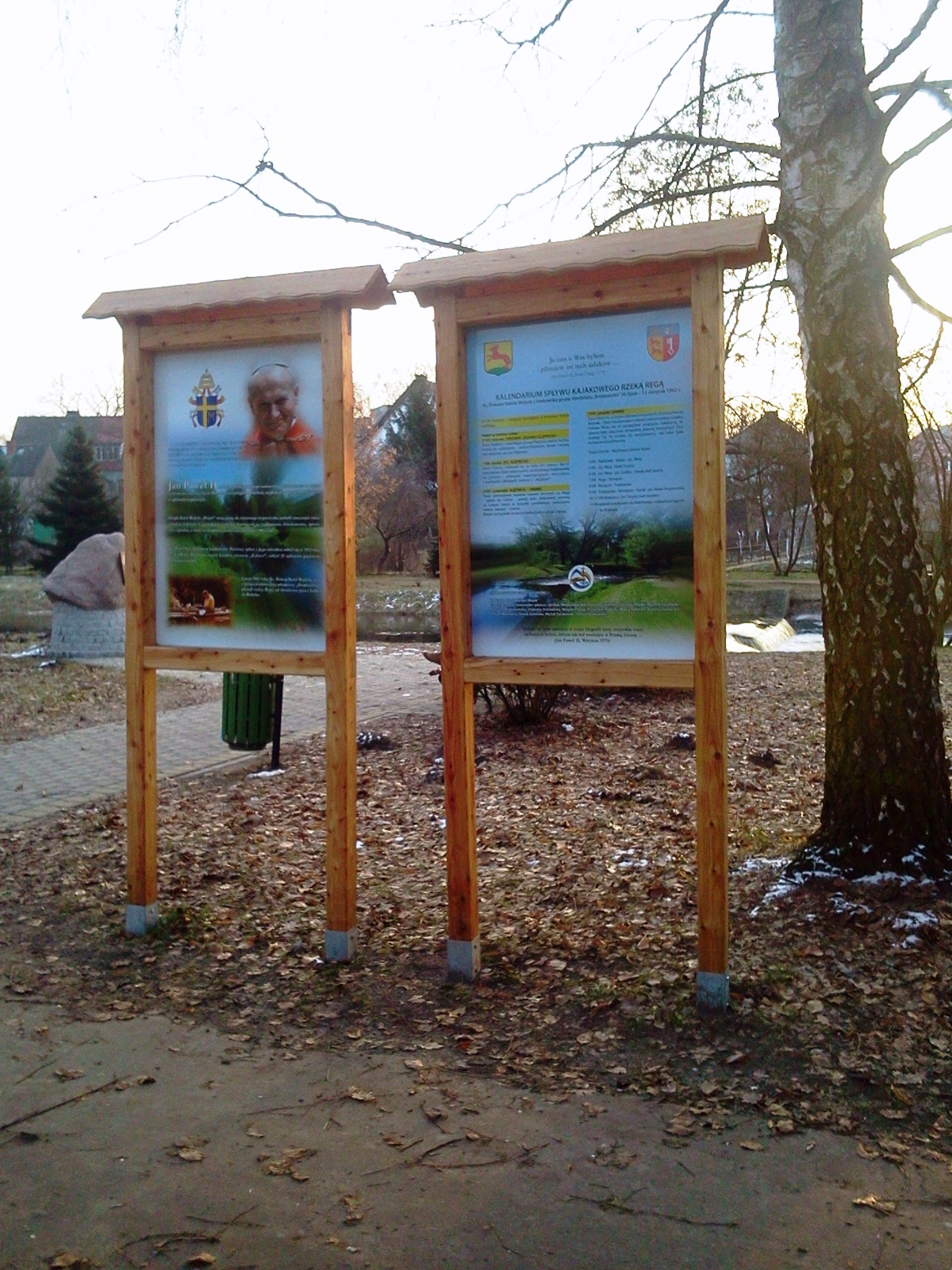
„Szlak Papieski” w Łobzie – tablice informacyjne. W głębi widać kaskadę na Redze

Szlak Papieski – ogólna nazwa szlaków turystycznych biegnących ścieżkami, które przed laty przemierzał Karol Wojtyła, późniejszy papież Jan Paweł II. Szlak przypomina o miejscach, przez które wędrował Karol Wojtyła – najpierw jako ksiądz, potem biskup i kardynał oraz które odwiedzał jako papież.
Szlaki papieskie nie są osobno wytyczonymi trasami, prowadzone są np. po istniejących szlakach górskich PTTK. W niektórych miejscach stanęły na nich specjalne tablice informacyjne oraz drogowskazy.
Pomysłodawcą utworzenia Szlaków Papieskich jest Urszula Własiuk, prezes Fundacji Szlaki Papieskie.

## Szlaki Papieskie w Polsce
- Małopolski Szlak Papieski
- Gorczański Szlak Papieski
- Podhalański Szlak Papieski
- Szlak Papieski w Beskidzie Wyspowym
- Szlak Papieski w Beskidzie Sądeckim
- Szlak Papieski w Beskidzie Żywieckim
- Szlak Papieski w Tatrach, w Dolinie Jarząbczej
- szlak „Ścieżkami Jana Pawła II” w Krakowie
- Kamienny Szlak Papieski na Kanale Augustowskim
- Szlak kajakowy im. kard. Karola Wojtyły rzeką Regą przez Łobez[1]
- Szlak Papieski Harmęże – Kozy – Straconka
- Dolnośląskie Szlaki Papieskie:
  - Szlak Papieski na Ziemi Kłodzkiej
  - Szlak Papieski Jeleniogórsko-Wałbrzyski (Dolnośląski Rowerowy Szlak Papieski)[2]
- Kolejowy Szlak Jana Pawła II

### Małopolski Szlak Papieski
Małopolski Szlak Papieski wiedzie z Krakowa i Kalwarii Zebrzydowskiej m.in. przez Beskidy, Gorce i Tatry do Starego Sącza. Główna trasa z Kalwarii liczy prawie 230 km.

### Szlak Papieski w Beskidzie Wyspowym
Szlak Papieski w Beskidzie Wyspowym został otwarty w 50-rocznicę dwudniowej wycieczki Karola Wojtyły z młodzieżą w czerwcu 1953 roku z Rabki-Zdroju przez Luboń Wielki, Lubogoszcz, Śnieżnicę, Gruszowiec i Ćwilin do Kasiny koło Mszany Dolnej. Początek szlaku wyznaczono w Parku Zdrojowym w Rabce-Zdroju przy głazie-pomniku Jana Pawła II- Turysty. Jedna odnoga szlaku kończy się w pobliżu dworca kolejowego w Mszanie Dolnej, zaś druga przy bazylice w Limanowej. Szlak składa się z dwóch części, wynikających z naturalnego ukształtowania terenu. Są to:
- Rabczańsko-Mszański (Zagórzański) Szlak Papieski – Rabka-Zdrój – Rabka-Zaryte – Luboń Wielki – Przełęcz Glisne – Szczebel (gdzie łączy się ze Szlakiem Papieskim z Lubnia) – Kasinka Mała – Lubogoszcz – Kasina Wielka – Śnieżnica (Młodzieżowy Ośrodek Rekolekcyjny na Śnieżnicy) – Przełęcz Gruszowiec – Ćwilin – Jurków – Przełęcz Rydza-Śmigłego (tu łączy się z Papieskim Szlakiem Limanowskim) – Mogielica – Jasień – Kobylica – Ostra – Mszana Dolna.
- Limanowski Szlak Papieski – trasa: do Przełęczy Edwarda Rydza-Śmigłego jest wspólna z trasą zagórzańską. Szlak rozgałęzia się na szczycie Mogielicy, biegnąc w dwóch kierunkach: do Mszany i Limanowej.

Mogielica – Przełęcz Słopnicka – Cichoń – Przełęcz Ostra-Cichoń – Ostra – Jeżowa Woda – Skiełek – Łukowica – Jabłoniec – Limanowa.

### Gorczański Szlak Papieski
Swój początek ma w Ludźmierzu i przebiega wzdłuż szlaków biegnących przez Nowy Targ (Kowaniec) – Bukowinę Miejską – na polanę Wisielakówkę do kaplicy zwanej papieską, dedykowanej Janowi Pawłowi podczas pierwszej pielgrzymki do Polski w 1979 roku. Po osiągnięciu szczytu Turbacza na Hali Długiej szlak gorczański rozwidla się:
- Przełęcz Borek – dolina Kamienicy – Papieżówka – Trusiówka – przełęcz Przysłop, gdzie łączy się z Papieskim Szlakiem Zagórzańsko-Limanowskim Dodatkowy odcinek łączy Krościenko przez Lubań – Ochotnicę Dolną – Gorc – z przełęczą Przysłop.
- Lubań – Krościenko, gdzie łączy się z Papieskim Szlakiem w Beskidzie Sądeckim (Pasmo Radziejowej) do Starego Sącza.

### Podhalański Szlak Papieski
Są to ścieżki spacerowe, do których prowadzi z Rabki przez Piątkową żółty szlak. Ścieżki spotykają się na Rabskiej Górze przy krzyżu milenijnym:
- im. Księdza Kardynała Karola Wojtyły – Rabska Góra – Ubocz – Rokiciny Podhalańskie (klasztor) – dom rodzinny ks. St. Dziwisza – Łysa Góra – Dom im. św. Faustyny – Jamne – Rabska Góra
- im. Ojca Świętego Jana Pawła II – Rabska Góra – Stramówka – Żeleźnica – Kierówka – Bielanka – Sieniawa – Rabska Góra
- Przełęcz Sieniawska do Ludźmierza i Nowego Targu

### Szlak Papieski Harmęże – Kozy – Straconka
Jest podzielony na dwie części:
- Część rowerowa. Początek w miejscowości Harmęże, nieopodal byłego obozu koncentracyjnego w Brzezince. Następnie biegnie obok kościoła pw. Św. Urbana w Brzeszczach (znajduje się w nim ołtarz na którym Jan Paweł II odprawiał Mszę Świętą na Kaplicówce w Skoczowie)skąd przez Jawiszowice (zabytkowy kościółek z XVII w.) możemy dotrzeć do Wilamowic. Po obejrzeniu bardzo ciekawego ołtarza w kościele parafialnym wyruszamy w dalszą drogę do Kóz po drodze mijając kościół w Pisarzowicach.
- Część piesza. Rozpoczyna się przy kościele w Kozach skąd za żółtymi krzyżami – znakami podążamy do kaplicy Matki Bożej Różańcowej zwanej „Panienką” (lub „U Panienki”). Następnie szlak przechodzi przez bardzo malowniczy kamieniołom (wspaniałe widoki na Górny Śląsk i Kotlinę Oświęcimską) by po około 2 km marszu dotrzeć do Krzyża Trzeciego Tysiąclecia znajdującego się na szczycie Chrobaczej Łąki (828 m.) kolejne ciekawe miejsca na trasie szlaku to Przełęcz u Panienki (kapliczka z 1884 r. – ufundowana przez nadleśniczego dóbr Kozy, Juliusza Beinlicha, jak głosi tradycja – z wdzięczności za cudowne ocalenie życia przed wilkami), Groniczki (839 m), Gaiki (808 m), Przełęcz Przegibek (kapliczka z figurką frasobliwego Chrystusa ufundowana w 1858 roku), Magurka Wilkowicka (909 m). Stąd rozpoczyna się jeden z najbardziej malowniczych fragmentów szlaku. Mijając urokliwe polany schodzimy do Przełęczy Łysej (600 m) i dalej do Straconki[3][4].

Część piesza liczy około 16 km. Szacunkowy czas przejścia to około 6 godzin.

### Dolnośląskie Szlaki Papieskie

#### Szlak Papieski na Ziemi Kłodzkiej
Liczący około 110 km długości szlak prowadzący przez pasma górskie otaczające Kotliną Kłodzką został otwarty w kwietniu 2005 roku, z okazji 50 rocznicy pielgrzymki jaką odbył ks. Karol Wojtyła, wraz z grupą krakowskich studentów, w dniach 1-7 lipca 1955 r. Szlak podzielony jest na trzy etapy. Pierwszy etap rozpoczyna się przy Kaplicy Czaszek w Czermnej i prowadzi przez Karłów i Radków do Wambierzyc. Drugi etap prowadzi z Dusznik-Zdroju przez Spaloną do Gniewoszowa. Ostatni, trzeci etap prowadzi z Międzylesia przez Śnieżnik i sanktuarium na Iglicznej do Międzygórza.

#### Dolnośląski Rowerowy Szlak Papieski
Rowerowy Szlak Papieski Jeleniogórsko-Wałbrzyski otwarto 9 czerwca 2007 przy współpracy kurii legnickiej i świdnickiej, władz i samorządów lokalnych, Karkonoskiego Parku Narodowego, Zamku Książ, oraz Fundacji Szlaki Papieskie z Krakowa. Trasa licząca 213 km przebiega przez: Bolesławiec – Lwówek Śląski – Lubomierz – Mirsk – Świeradów Zdrój – Szklarską Porębę – Sobieszów – Zamek Chojnik – Jelenią Górę – Karpacz – Kowary – Kamienną Górę – Krzeszów – Szczawno-Zdrój – Książ – Świebodzice. Szlak rowerowy  jest oznakowany i wiodący specjalnie przygotowanymi do tego ścieżkami. Przebieg Szlaku odtworzono na podstawie notatek i wspomnień osób towarzyszących ks. Karolowi Wojtyle w wycieczce rowerowej 1 – 5 września 1956 r., oraz wpisów księdza Wojtyły do parafialnych ksiąg posług kapłańskich.

### Kolejowy Szlak Jana Pawła II

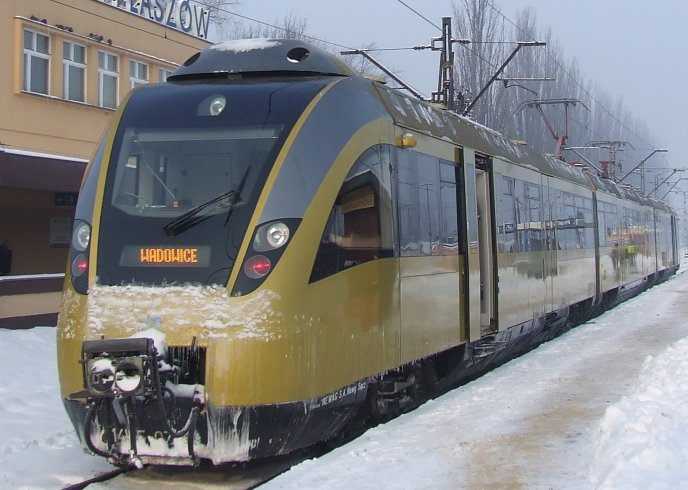

Kolejowy Szlak Jana Pawła II – jest to trasa po której do października 2012 roku poruszał się Pociąg Papieski, otwarta została 31 maja 2006 r. w Krakowie. Pociąg kursował po malowniczej okolicy, związanej z historią Jana Pawła II – z Krakowa Głównego, przez Kraków Łagiewniki, Kalwarię Zebrzydowską do Wadowic.

#### Przebieg
Trasa „Szlaku” przebiega po torach czterech linii kolejowych:
1. Linia kolejowa nr 91 (Kraków Główny – Medyka) na odcinku Kraków Główny – Kraków Płaszów
2. Linia kolejowa nr 94 (Kraków Płaszów – Oświęcim) na odcinku Kraków Płaszów – Skawina
3. Linia kolejowa nr 97 (Skawina – Żywiec) na odcinku Skawina – Kalwaria Zebrzydowska Lanckorona
4. Linia kolejowa nr 117 (Kalwaria Zebrzydowska Lanckorona – Bielsko-Biała Główna) na odcinku Kalwaria Zebrzydowska Lanckorona – Wadowice

Początkowy odcinek trasy (do Skawiny) jest dwutorowy, a dalsza część jednotorowa.

#### Stacje
Kraków Główny to największa węzłowa stacja pasażerska Krakowa. Bryła dawnego zabytkowego dworca kolejowego położona jest w samym centrum miasta, w bezpośrednim sąsiedztwie Starego Miasta. Odprawa podróżnych odbywa się w otwartym w 2014 roku dworcu, zintegrowanym z Krakowskim Centrum Komunikacyjnym.
Kraków Płaszów jest drugim przystankiem na trasie Pociągu Papieskiego. Stacja położona w dzielnicy Krakowa – Podgórze. Rozgałęziają się tam linie do Oświęcimia, Krakowa Głównego i Przemyśla Głównego. Niedaleko stąd znajduje się muzeum obozu koncentracyjnego Płaszów, którego komendantem był jeden z największych zbrodniarzy hitlerowskich Amon Göth.
Kraków Łagiewniki to przystanek osobowy w dzielnicy Łagiewniki, gdzie mieści się
Sanktuarium Bożego Miłosierdzia, konsekrowanym podczas ostatniej pielgrzymki papieża Jana Pawła II do Polski w 2002 roku. Na przystanku odbyło się poświęcenie Pociągu Papieskiego przez Benedykta XVI, podczas jego wizyty w Polsce.
Kalwaria Zebrzydowska Lanckorona – stacja węzłowa na Szlaku Jana Pawła II, położona niedaleko sanktuarium ufundowanego przez Mikołaja Zebrzydowskiego. Znany ośrodek kultu maryjnego na ziemi krakowskiej. Oprócz kościoła z obrazem Matki Boskiej Cudownej, istnieje tu także system kościółków i kaplic nazywanego polską Via Dolorosa,lub polską Golgotą, ze względu na ukształtowanie terenu, przypominającą Jerozolimską Golgotę. Co roku w Wielki Tydzień odprawiane są, tradycyjne Misteria męki Pańskiej.
Wadowice to końcowy przystanek całej trasy, gdzie zobaczyć można zabytkowy kościół parafialny z XVIII wieku, przebudowany w XIX w. Znajduje się tam także dom rodzinny Ojca Św. – miejsce urodzenia Karola Wojtyły, z wystawą pamiątek po Papieżu-Polaku m.in. przestrzelony przez Alego Ağcę płaszcz w zamachu 13 maja 1981 r.